# Административное деление Новороссийска
Город Новороссийск (город краевого подчинения) как объект административно-территориального устройства Краснодарского края с территорией соответствующего муниципального образования состоит из следующих административно-территориальных единиц:
- 4 внутригородских района: Восточный район, Центральный район, Южный район, Приморский район;
- 6 сельских округов: Натухаевский, Раевский, Мысхакский, Абрау-Дюрсо, Верхнебаканский, Гайдукский.

## Внутригородские районы
|    | Внутригородской район | Население, чел. 2020 | городское население, чел. 2020 | сельское население, чел. 2020 |
| -- | --------------------- | -------------------- | ------------------------------ | ----------------------------- |
| 1. | Восточный             | 41 806               | 41 806                         | 0                             |
| 2. | Приморский            | 148 210              | 84 368                         | 63 842                        |
| 3. | Центральный           | 82 816               | 82 816                         | 0                             |
| 4. | Южный                 | 65 966               | 65 966                         | 0                             |
|    | всего                 | 338 798              | 274 956                        | 63 842                        |

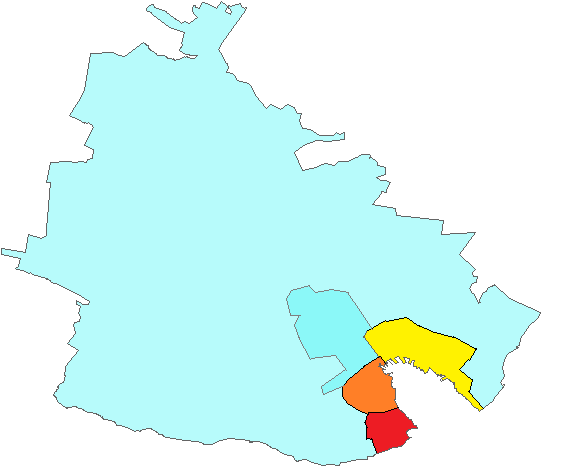
Административное деление Новороссийска. Внутригородские районы:
Восточный район
Центральный район
Южный район
Приморский район (подчинённые ему сельские округа с сельскими населёнными пунктами обозначены
светло-голубым цветом)

Приморскому району прямо подчинены сельские населённые пункты: село Борисовка, село Васильевка, село Владимировка, село Глебовское, село Кирилловка, хутор Убых, село Южная Озереевка. Всё сельское население и все сельские округа Новороссийска также учитываются Росстатом (с 2014 года) в составе Приморского района Новороссийска.
Сайт администрации и думы муниципального образования город Новороссийск до сих пор выделяет отдельный пятый Новороссийский район, в который он включает 7 сельских округов, насчитывающих 22 населённых пункта:
|    | Внутригородской район | Население, чел. |
| -- | --------------------- | --------------- |
| 1. | Восточный             | 42600           |
| 2. | Приморский            | 73500           |
| 3. | Центральный           | 79600           |
| 4. | Южный                 | 69800           |
| 5. | Новороссийский        | 56500           |
|    | всего                 | 322000          |

## Сельские округа
Сельские округа:
| № | Название                       | Административный центр | Население, чел. (2010) |
| - | ------------------------------ | ---------------------- | ---------------------- |
| 1 | сельский округ Абрау-Дюрсо     | с. Абрау-Дюрсо         | 5498                   |
| 2 | Верхнебаканский сельский округ | п. Верхнебаканский     | 7172                   |
| 3 | Гайдукский сельский округ      | с. Гайдук              | 7484                   |
| 4 | Мысхакский сельский округ      | с. Мысхако             | 8230                   |
| 5 | Натухаевский сельский округ    | ст. Натухаевская       | 8942                   |
| 6 | Раевский сельский округ        | ст. Раевская           | 10276                  |

Населённые пункты сельских округов:
- сельский округ Абрау-Дюрсо: село Абрау-Дюрсо, село Большие Хутора, хутор Дюрсо, хутор Камчатка, посёлок Лесничество Абрау-Дюрсо, село Северная Озереевка,
- Верхнебаканский сельский округ: посёлок Верхнебаканский, хутор Горный,
- Гайдукский сельский округ: село  Гайдук,
- Мысхакский сельский округ: село Мысхако, село Федотовка, село Широкая балка,
- Натухаевский сельский округ: станица Натухаевская, хутор Ленинский Путь, хутор Семигорский,
- Раевский сельский округ: станица Раевская,  хутор Победа.

Администрация и дума муниципального образования город Новороссийск по состоянию на 2009 год выделяли отдельный пятый Новороссийский район, в который включали 7 сельских округов, насчитывавших 22 населённых пункта:
- сельский округ Абрау-Дюрсо (п. Абрау-Дюрсо, с. Большие Хутора, х. Дюрсо, х. Лесничество, х. Камчатка),
- Верхнебаканский сельский округ (п. Верхнебаканский, х. Горный),
- Гайдукский сельский округ (с. Гайдук, с. Владимировка),
- Глебовский сельский округ (с. Глебовское, с. Васильевка, с. Северная Озерейка, с. Южная Озерейка),
- Мысхакский сельский округ (с. Мысхако, урочище Широкая балка, с. Федотовка),
- Натухаевский сельский округ (ст. Натухаевская, х. Ленинский путь, х. Семигорский, х. Победа),
- Раевский сельский округ (ст. Раевская, х. Убых).

Все сельские округа Новороссийска учитываются Росстатом (с 2014 года) в составе Приморского района Новороссийска.

## Населённые пункты
В состав города краевого подчинения Новороссийск и соответствующего городского округа город Новороссийск входят 25 населённых пунктов
| №  | Населённый пункт        | Тип населённого пункта | Население | АТЕ (район/сельский округ)     |
| -- | ----------------------- | ---------------------- | --------- | ------------------------------ |
| 1  | Абрау-Дюрсо             | село                   | ↗3752     | сельский округ Абрау-Дюрсо     |
| 2  | Большие Хутора          | село                   | ↗1267     | сельский округ Абрау-Дюрсо     |
| 3  | Борисовка               | село                   | ↗5040     | Приморский район               |
| 4  | Васильевка              | село                   | ↗437      | Приморский район               |
| 5  | Верхнебаканский         | посёлок                | ↗7207     | Верхнебаканский сельский округ |
| 6  | Владимировка            | село                   | ↗1485     | Приморский район               |
| 7  | Гайдук                  | село                   | ↗10 450   | Гайдукский сельский округ      |
| 8  | Глебовское              | село                   | ↗1027     | Приморский район               |
| 9  | Горный                  | хутор                  | ↘399      | Верхнебаканский сельский округ |
| 10 | Дюрсо                   | хутор                  | ↘98       | сельский округ Абрау-Дюрсо     |
| 11 | Камчатка                | хутор                  | ↘58       | сельский округ Абрау-Дюрсо     |
| 12 | Кирилловка              | село                   | ↗1334     | Приморский район               |
| 13 | Ленинский Путь          | хутор                  | ↗431      | Натухаевский сельский округ    |
| 14 | Лесничество Абрау-Дюрсо | посёлок                | ↗136      | сельский округ Абрау-Дюрсо     |
| 15 | Мысхако                 | село                   | ↗8876     | Мысхакский сельский округ      |
| 16 | Натухаевская            | станица                | ↗12 442   | Натухаевский сельский округ    |
| 17 | Новороссийск            | город                  | ↗261 973  |                                |
| 18 | Победа                  | хутор                  | ↘256      | Раевский сельский округ        |
| 19 | Раевская                | станица                | ↗15 902   | Раевский сельский округ        |
| 20 | Северная Озереевка      | село                   | ↘420      | сельский округ Абрау-Дюрсо     |
| 21 | Семигорский             | хутор                  | ↗3304     | Натухаевский сельский округ    |
| 22 | Убых                    | хутор                  | ↗128      | Приморский район               |
| 23 | Федотовка               | село                   | ↘171      | Мысхакский сельский округ      |
| 24 | Широкая Балка           | село                   | ↘105      | Мысхакский сельский округ      |
| 25 | Южная Озереевка         | село                   | ↗1100     | Приморский район               |

## История
Указом Президиума Верховного Совета РСФСР от 23 марта 1977 года в городе Новороссийске были образованы 3 района: Ленинский, Октябрьский и Приморский. В 1994 году Ленинский район был реорганизован в Восточный округ, Приморский район — в Приморский округ, а Октябрьский район — в Центральный округ. В 2004 году 3 округа были вновь переименованы в районы. Постановлением Законодательного Собрания Краснодарского края от 14 июля 2004 года № 951-П из части Центрального района был выделен четвёртый район — Южный.